# Budihal Don, Sindgi
Budihal Don là một làng thuộc tehsil Sindgi, huyện Bijapur, bang Karnataka, Ấn Độ.